# Elisa Díaz Riva
Elisa Susana Agustina Díaz Riva (Santiago de Compostela, 22 de agosto de 1914 - Ciudad de México, ?) fue una química española.

## Trayectoria
Nacida en Santiago de Compostela, era hija de la ferrolana Sabina Riva Moscoso y del profesor de latín Nicolás Díaz López, también director del Instituto de Santiago. Sus tres hermanos estudiaron en la Universidad de Compostela, Manuel y Nicolás Antonio, medicina, y María Vitoria, Filosofía y Letras.
Díaz Riva estudió el bachillerato en el Instituto de Santiago junto a Natividad Mejuto Larrauri, quien sería una de sus grandes amigas en la universidad. Obtuvo el premio extraordinario de bachillerato.
Entre 1930 y 1934 completó sus estudios en la Facultad de Ciencias (Sección Química), obteniendo el título de bachiller, Obtuvo una beca para estudiar en la Facultad de Ciencias. Entre 1934 y 1935, trabajó como ayudante de clases prácticas de Física Experimental en la Facultad de Ciencias y como ayudante interina en el Instituto de Santiago. Esto la convirtió en una de las primeras profesoras de Universidad.
En 1935, tras finalizar la carrera, fue ayudante en el Laboratorio de Biología del profesor Luís Iglesias y al año siguiente en el Laboratorio de Física con Mariano Zurimendi. Consiguió una plaza de profesora de Física y Química en el Instituto de Educación Secundaria Pi i Margall de Barcelona (Institut-Escola Pi i Margall ), que no llegó a ejercer porque se trasladó al Instituto de Badalona.
El 6 de marzo de 1937, se casó con el químico pontevedrés Laureano Poza Juncal, en Madrid. Este pertenecía a una importante familia republicana y masónica, y militó en Acción Republicana de Pontevedra en 1933 y en la Izquierda Republicana de Madrid. En 1935 llegó a ejercer como profesor interino en el Instituto Nacional de Enseñanza Secundaria de Vigo y como profesor en la Escuela de Guerra número 1, en Barcelona.

### Exilio
Durante la guerra civil española, ambos fueron depurados de la Universidad y tuvieron que exiliarse. Díaz Riva y su hermana María Victoria eran beneficiarias del Servicio de Evacuación de Refugiados Españoles, una ayuda concedida por el centro de Marsella de los Comités de Ayuda a la intelectualidad catalana.
Elisa y su marido se exiliaron en el barco Ipanema, arribando al puerto de Veracruz, en México, el 7 de julio de 1939. En México, Díaz Riva completó su preparación estudiando en la Universidad de la Mujer la carrera de Técnicas de Laboratorio Clínico. Trabajó como profesora de química general, química inorgánica y química orgánica en escuelas secundarias de México, así como en el Instituto Hispano Mexicano Ruiz de Alarcón, creado por la Junta de Auxilio a los Republicanos Españoles. También se dedicó a la Filosofía Esotérica, formando parte de una asociación teosófica y escribió "Los caminos de la vida y de la muerte ".
En México, tuvo tres hijos junto a su marido. No regresó a España. Falleció en Ciudad de México.

## Reconocimientos
En 2024, Elisa Díaz Riva fue incorporada a la colección digital de biografías del Consejo de la Cultura Gallega.